# Acer crassum
Acer crassum — вид квіткових рослин з родини сапіндових (Sapindaceae).

## Опис
Дерева до 12 метрів заввишки, однодомні. Кора чорно-бура, шорстка. Гілочки голі, нинішнього року пурпурувато-зелені, старші чорнувато-сірі чи сірувато-бурі. Листя стійке: ніжка шорстка, 1–2 см; листкова пластинка абаксіально (низ) сіро-зелена й борошниста, адаксіально темно-зелена блискуча, еліптична чи еліптично-довгаста, (6)8–14 × (2.2)3.5–6 см, основа клиноподібна чи широко-клиноподібна, край цільний, верхівка гостра чи тупа, загострення 6–12 мм. Суцвіття верхівкове, щиткоподібне, 5–6 см, ворсинчасте. Чашолистків 5, зеленуваті, обернено-яйцювато-видовжені, 3–3.2 мм. Пелюсток 5, жовтуваті, ланцетні чи зворотно-ланцетні, 3.3–4 мм. Тичинок 8. Плід жовто-пурпуровий, ± ворсинчастий; горішки опуклі, ≈ 1 см; крило з горішком, 2.8–3.2 см, крила розгорнуті на 90°. Квітне у квітні, плодить у вересні.

## Поширення
Вид є ендеміком південно-центрального Китаю: пд.-сх. Юньнань.
Населяє змішані ліси; на висотах ≈ 1000 метрів.

## Використання
Декоративна рослина у провінції Юньнань.